# Cybotron (zespół muzyczny)
Cybotron – amerykański zespół electro założony w 1980 roku przez Juana Atkinsa i Richarda "3070" Davisa. Wkrótce po założeniu do zespołu dołączył gitarzysta John "Jon-5" Housely. W 1985 z zespołu odszedł Atkins z powodu braku zgody w związku z rodzajem tworzonej muzyki przez grupę – Atkins chciał kontynuować tworzenie muzyki w stylu electro podczas gdy Davis chciał pójść w kierunku muzyki rock.

## Dyskografia
- Enter (1983)
- Clear (Enter z delikatnie zmienioną listą utworów, 1990)
- Empathy (1993)
- Cyber Ghetto (1995)
- Motor City Machine Music: An Exploration Of Cybotron (album z "najlepszymi hitami", 2005)